# Marinići (Fojnica)
Marinići es un pueblo ubicado en el municipio de Fojnica, en el cantón de Bosnia Central, Bosnia y Herzegovina.

## Superficie
Cuenta con una superficie de 0,71 km².

## Demografía
Hasta 2013 la población era de 62 habitantes, con una densidad de población de 87,6 hab/km².
| Gráfica de evolución demográfica de Marinići entre 1961 y 2013                     |
|                                                                                    |
| Datos según Population statistics of Eastern Europe & former USSR y Statistika.ba. |